# علی بن نجی
علی بن نجی (انگلیسی: Ali Ben Neji؛ زادهٔ ۲۶ سپتامبر ۱۹۶۱) بازیکن فوتبال است.
وی همچنین در تیم ملی فوتبال تونس بازی کرده‌است.